# Koszmosz–29
A Koszmosz–29 (oroszul: Космос–29) a szovjet Koszmosz műhold-sorozat tagja. Zenyit–2 felderítő műhold.

## Küldetés
Adatgyűjtését folytatott a Föld sugárzási övezeteinek vizsgálatához. Programja, műszerezettsége megegyezett a Koszmosz–24-gyel. Szolgálatával az emberrel végrehajtott űrrepüléseket segítette.

## Jellemzői
Az OKB–1 tervezőirodában kifejlesztett műhold.
1964. április 25-én a Bajkonuri űrrepülőtér indítóállomásról egy Vosztok–2 (8А92) típusú hordozórakétával juttatták alacsony Föld körüli pályára. A 89,52 perces, 65,7 fokos hajlásszögű, elliptikus pálya elemei: perigeuma 202 kilométer, apogeuma 295 kilométer volt. Hasznos tömege 4730 kilogramm. A sorozat felépítését, szerkezetét, alapvető fedélzeti rendszereit tekintve egységesített, szabványosított tudományos-kutató űreszköz. Áramforrása kémiai akkumulátor, szolgálati ideje maximum 12 nap.
A fedélzeten elhelyezett rádióadó által sugárzott jelek fáziskülönbségének méréséből következtetéseket lehetett levonni az ionoszféra szerkezetéről. Az éjszakai ionoszféra F-rétege magasságbeli és kiterjedésbeli inhomogenitásainak mérése a 20 MHz-es fedélzeti adó jeleinek fluktuációváltozásaiból történt. Kamerái SZA-10 (0,2 méter felbontású), SZA-20 (1 méter felbontású) típusú eszközök voltak.
1964. május 3-án földi parancsra belépett a légkörbe és hagyományos módon – ejtőernyős leereszkedés – visszatért a Földre.